# The Sims 2: Времена года
The Sims 2: Времена года (англ. The Sims 2 Seasons) — пятое дополнение к компьютерной игре The Sims 2 в жанре симулятор жизни, вышедшее 27 февраля 2007 года. Разработкой расширения занималась студия Maxis, а выпуском компания EA Games. Ключевая особенность дополнения — появление погоды, смены времён года, возможности заниматься садоводством, рыбалкой и другими видами активного отдыха. Для запуска дополнения требуется наличие оригинальной версии игры. Дополнение стало игрой-бестселлером в течение месяца после выхода, а по итогам 2007 года заняло третье место в списке игр-бестселлеров для ПК. В России игра вышла 12 марта 2007 года, русской локализацией занималась компания СофтКлаб.
При создании дополнения учитывались давние пожелания игроков увидеть в игре симуляцию погоды, было решено сделать уклон на семейную тематику и активный отдых, такой, как например рыбная ловля или садоводство. Другой задачей разработчиков заключалось в улучшении визуальной составляющей игры, которой не хватало базовой игре The Sims 2.
Критики в основном положительно отозвались об игре, похвалив её за красивую визуальную составляющую, заметное расширение базового геймплея и возможность заниматься садоводством. Одновременно журналистами была замечена необычность содержания дополнения по сравнению с предыдущими, которые углублялись в узкую тематику, в то время, как «Времена года» не может точно решится со своей темой, но одновременно делает базовый геймплей богаче и шире, открывая дополнительные возможности в повседневной жизни симов.
Для дополнения на симлише записывались клипы с участием таких известных певцов, как Лили Аллен, The Veronicas, Gov’t Mule и других.

## Игровой процесс
Основной особенностью пятого дополнения является введение четырёх времён года вместе с различными осадками (дождь, снег и град), в связи со которыми стали возможны дополнительные действия для симов: зимой игра в «снежных ангелов», лепка снеговика, игра в снежки, катание на коньках; весной — ловля бабочек и катание на роликах; летом — возможность заниматься садоводством, загорать; осенью — убирать или играться с опавшими листьями. Дополнение добавляет городок под названием Цветущие Холмы (англ. Riverblossom Hills) в которой проживает 6 семей.
У каждого сима появился индикатор, показывающий температуру тела: сим может замёрзнуть зимой во время лепки снеговика или получить солнечный удар при жаркой погоде. Если температура доходит до критической отметки, то сим падает в обморок. Остальные симы могут его согреть или охладить. Чтобы избежать перегрева или замерзания, сим должен одеваться по погоде, и для этого дополнение вводит дополнительную категорию тёплой уличной одежды.
Помимо вышеописанного, дополнение вводит в игру возможность заниматься садоводством — вручную выращивать растения во дворе или теплице, чтобы затем собирать урожай и использовать плоды для приготовления пищи, сока или новой посадки растений. Для того, чтобы выращивать новые культуры, необходимо набирать очки опыта и получать «знаки отличия» (англ. talent badge). Обладающий золотым значком садовод способен «заговорить» больное растение и превратить его в цветущее. От состояния растения в момент сбора урожая зависит, какими будут плоды: сочными и вкусными или чахлыми и безвкусными. Вкусные плоды можно продать дороже. Если персонаж опытный садовод, то его могут пригласить в клуб садоводов.
Ещё одно нововведение заключается в возможности заниматься рыбной ловлей. Здесь, как и в садоводстве, сим должен набираться опыта и получать наградные значки для того, чтобы иметь возможность ловить новые виды рыб. Пойманную рыбу можно повесить на стену или приготовить.
«The Sims 2: Времена года», продолжая традицию предыдущих дополнений, добавляет сверхъестественное существо — ростомана (англ. Plantsim) — в которого может превратится сим, использовавший слишком много пестицидов в своём саду. Ростоманы отличаются светло-зелёным цветом кожи, одеждой из листьев и возможностью заводить персонажами двух полов так называемых «отпрысков» — мгновенно появляющихся младенцев-ростоманов. Все навыки родителя передаются отпрыску по наследству. Ростоманки способны рожать нормальных детей при классическом зачатии. У ростоманов всего три потребности: вода, солнце и любовь.

## Разработка
| Системные требования    | Системные требования                                   | Системные требования                                |
| ----------------------- | ------------------------------------------------------ | --------------------------------------------------- |
|                         | Минимальные                                            | Рекомендуемые                                       |
| Microsoft Windows       |                                                        |                                                     |
| ОС                      | Windows 98 и новее                                     | Windows 98 и новее                                  |
| ЦПУ                     | Pentium IV 1,3 ГГц                                     | 2,4 ГГц                                             |
| Объём ОЗУ               | 256 МБ                                                 | 512 МБ (если установлено больше 3-х дополнений)     |
| Место на диске          | 1,5 ГБ                                                 | 2,2 ГБ (если установлено больше 5-ти дополнений)    |
| Информационный носитель | CD, DVD                                                | CD, DVD                                             |
| Видеокарта              | 32 NVIDIA GeForce2 GTS и выше / ATI Radeon 8500 и выше | NVIDIA GeForce 6600 и выше / ATI Radeon 9600 и выше |
| Устройства ввода        | компьютерная мышь, клавиатура                          | компьютерная мышь, клавиатура                       |
| Mac OS X                |                                                        |                                                     |
| ОС                      | Mac OS X 10.3.8 или новее                              | Mac OS X 10.3.8 или новее                           |
| ЦПУ                     | 1,2 ГГц или выше, PowerPC G4/G5                        | 1,2 ГГц или выше, PowerPC G4/G5                     |
| Объём ОЗУ               | 256 МБ                                                 | 256 МБ                                              |
| Место на диске          | 1,5 ГБ                                                 | 1,5 ГБ                                              |
| Информационный носитель | DVD                                                    | DVD                                                 |
| Видеокарта              | 32 МБ ATI Radeon 9000/nVidia GeForce FX5200            | 32 МБ ATI Radeon 9000/nVidia GeForce FX5200         |
| Устройства ввода        | компьютерная мышь, клавиатура                          | компьютерная мышь, клавиатура                       |

Фактически история с созданием погоды началась ещё при разработке базовой игры The Sims 2. Движок дождя и молний появился ещё в прототипе игры и даже был продемонстрирован на выставке E3 в 2003 году, где во время дождя, сим, купающийся в джакузи, был поражён молнией. Однако, дождь из игры был убран по причине того, что у разработчиков не хватало времени исправить связанные с ним игровые баги. Например, дождь проходил сквозь крыши, устраивая наводнение внутри дома. По этой причине добавление осадков стало одним из самых больших желаний фанатов. Ещё до выхода дополнения, игрокам удалось создать модификацию, добавляющую дождь в игре. Разработчики же решили выпустить осадки в доработанном виде, в составе тематического дополнения.
Работа над дополнением началась в мае 2006 года. Осознавая, что одно добавление погоды будет недостаточно, разработчики долгое время раздумывали над созданием разных нововведений, косвенно связанных с погодой. Так, дополнение было решено сделать с уклоном в семейную тематику и добавить мебель в дачном стиле для придаче уюта в доме.
Так появилась идея создать садоводство или другие тематические вещи, например соковыжималка. Добавление пингвина, птицы, которая изредка появляться на участке зимой, было результатом того, что один из инженеров желал видеть животное ещё со времён разработки базовой The Sims 2 и настойчиво продолжал просить добавить его. Идея создать «ростоманов» пришла во время разработки механики садоводства. Изначально они выглядели менее человечными и были похожи на инопланетян из романа «Похитители тел», но затем было решено ограничится идеей сима с немного изменённой, растениеподобной внешностью. Помимо этого у разработчиков оставалось много интересных задумок, которые однако не были реализованы в дополнении. Продолжая традицию добавлять с каждым дополнением новый вид смерти, разработчики собирались ввести смерть от обморожения, однако сочли это слишком печальным и лишённым доли юмора, который разработчики стремятся добавить с каждым действием персонажа. Для создания более реалистичных звуковых эффектов, изучалась акустика в некоторых жилых зданий.
Для создания эффекта снегопада и большей реалистичности была использована процедурная генерация, и по этой причине снег также должен изображаться на неофициальных, пользовательских объектах. По словам команды Maxis, на реализацию этого у них ушло много времени. Один из разработчиков под псевдонимом MaxoidHunter признался, что разработка снега в игре хоть и была крайне сложной задачей, но одновременно и самой увлекательной. Одной из важных целей разработчиков являлось добавление в игру новых визуальных эффектов, которых не хватало в базовой The Sims 2, например добавление эффекта глади/отражения воды в бассейне, теней в режиме реального времени или небольших изменений в освещённости днём в зависимости от времени суток. По словам разработчиков, создание дополнения было сложным наравне с «Питомцами», так как в общем требовало много работы с новыми элементами геймплея и анимациями. Создание каждого дополнения сопровождалось и разными трудностями.

### Анонс и выход
Первые намёки на предстоящий выход дополнения появился ещё в дополнении «Питомцы», где присутствовала скрытая реклама предстоящего дополнения.
Официальный анонс расширения состоялся 12 декабря 2006 года. Род Хамбл, вице президент EA Games и руководитель команды разработчиков The Sims, отметил следующее;
«The Sims 2: Времена года» действительно обеспечивает то, чего так желали игроки — уникальный игровой опыт, предлагающий новые времена года и вместе с ними разные виды активного отдыха. И поскольку каждый сезон развивается по-разному, зима, весна, лето и осень всегда будут немного отличаться от таковых из прошлого сезона, что позволит игроку каждый раз испытать свежий опыт. 
Оригинальный текст (англ.)The Sims 2 Seasons really delivers what the players have been asking for—a unique gaming experience offering new seasonal, outdoor activities that players can engage in. And because each season unfolds differently, winter, spring, summer and fall will look different from the year before, guaranteeing a fresh experience each season.Род Хамбл, вице президент EA Games
Несмотря на официальный анонс, информация о дополнении появилась ещё за 6 дней до него. 1 декабря представители фанатских сообществ были приглашены на закрытую презентацию предстоящего дополнения.
Выход игры состоялся 27 февраля 2007 года в США, 2 марта в Европе и 12 марта в России того же года. Сразу после выхода, игра попала в список игр-бестселлеров и по состоянию на конец февраля и начало марта 2007 года, заняла третье месте в списке игр-бестселлеров в Великобритании. В марте 2007 года, дополнение сумело стать самой продаваемой игрой на ПК. По итоговым данным, «The Sims 2: Времена года» заняла третье мести в списке игр-бестселлеров для ПК за 2007 год, за который было продано 433 000 копиями.
16 июля 2014 года дополнение было выпущено в составе коллекции The Sims 2 Ultimate Collection, которое было временно и бесплатно доступно для скачивания в Origin, и 7 августа того же года в составе коллекции The Sims 2 Super Collection для Mac OS X.
Среди игроков повышенное внимание привлекла многодетная семья Оттоман (англ. Ottomas), в которой Саманта ждала ещё двойню. Хотя отцом детей очевидно должен был стать глава семейства Оскар, но игра выдавала в качестве отца случайного персонажа, в том числе ребёнка, неигрового персонажа или даже питомца. Разработчики обещали исправить ошибку и посоветовали не играть за данную семью.

## Музыка
Продолжая традицию предыдущих дополнений, вместе с расширением «The Sims 2: Времена года», были добавлены ряд известных синглов, переписанных на симлише с участием музыкантов. Некоторые певцы рассказали о пережитом опыте, например Лили Аллен отметила, что ей доставило большое удовольствие записывать свой хит — Smile — так как, по её мнению, глупо звучащий язык и причудливый мир The Sims отлично подходят теме и настроению сингла. Лили Аллен также сняла клип на симлише — машиниму на движке The Sims 2. Это также стал первый своего рода клип в истории серии The Sims. Кайл Холлингсворт из музыкальной группы The String Cheese Incident также поделился своим позитивным опытом, отметив, что будучи склонными к импровизации, он и его команда сразу же согласились перезаписать свой сингл на новом языке. Хотя симлиш и кажется непонятным и чуждым, он по мнению Холлингсворта звучит очень мелодично и мягко.
ЕА лидирует в индустрии по созданию новаторской музыки для своих игр-бестселлеров, и The Sims это пожалуй сегодня самый уникальный пример в мире. Мы берём определённого музыканта, который принимает наше предложение перезаписать свой клип на симлиш и получает удовольствие от полученного опыта. Лили Аллен, The Veronicas и The String Cheese Incident, все они исполнили свою работу с потрясающим энтузиазмом, творчеством и результат тому — наличие удивительных песен в The Sims. Мы гордимся тем, что их хиты на симлише смогут услышать в игре более, чем 85 миллионов Sim-фанатов.  
Оригинальный текст (англ.)"EA leads the industry in creating groundbreaking music for our top-selling titles, and The Sims is perhaps the most unique opportunity in the world today. It takes a special kind of artist to accept the challenge and have fun with the experience. Lily Allen, The Veronicas and String Cheese Incident all brought tremendous creativity and enthusiasm to their sessions, and the result is some of the most surprising songs yet in a Sims game. We're proud to have their hits in 'Simlish' for our worldwide audience of more than 85 million Sims fans," said Steve Schnur, Executive of Worldwide Music and Marketing at EA.Стив Шнур, руководитель звукозаписывающей студии и маркетолог EA Games
С участием сингла Smile, Maxis создали музыкальный клип-машиниму и объявили конкурс среди фанатов The Sims, условие которого было исполнить самому клип Smile на симлише и записанную копию опубликовать на сайте SingShot. На конкурсе победила участница под ником «Nessabop», записавшая собственный сингл «Chocolate» для каталога «Молодёжный Стиль».
Наряду с синглами в игру были добавлены композиции в стиле нью-эйдж, кантри и джем бенд. Данные композиции можно прослушать в игре в режиме жизни, если включить магнитофон или музыкальную колонку при наличии таковой в участке. Базовую музыку, звучащею в режиме создания персонажа или строительства, писал Марк Мазерсбо.
| №                   | Название                     | Автор(ы)                   | жанр/звучит вː       | Длительность |
| ------------------- | ---------------------------- | -------------------------- | -------------------- | ------------ |
| 1.                  | «The Sims 2 Seasons Theme»   | Electronic Arts            | режим городка        | 3:16         |
| 2.                  | «Simple Pimple»              | Марк Мазерсбо              | режим создания семьи | 2:54         |
| 3.                  | «Simplicity Is Key»          | Марк Мазерсбо              | режим строительства  | 3:10         |
| 4.                  | «Eine Kliene Sims»           | Марк Мазерсбо              | режим покупки        | 3:20         |
| 5.                  | «Sims Cash In»               | Марк Мазерсбо              | режим покупки        | 2:57         |
| 6.                  | «Simful Pleasures»           | Марк Мазерсбо              | режим строительства  | 3:21         |
| 7.                  | «SimsSticle»                 | Марк Мазерсбо              | режим строительства  | 2:31         |
| 8.                  | «When It All Falls Apart»    | The Veronicas              | поп                  | 3:12         |
| 9.                  | «Zoom»                       | Тата Янг                   | поп                  | 3:19         |
| 10.                 | «Smile»                      | Лили Аллен                 | поп                  | 3:12         |
| 11.                 | «Dont Let The Deal Go Down»  | Electronic Arts            | кантри               | 2:34         |
| 12.                 | «Rubber Backup»              | Electronic Arts            | кантри               | 2:44         |
| 13.                 | «Lonepine»                   | Electronic Arts            | кантри               | 3:26         |
| 14.                 | «Old Folks»                  | Electronic Arts            | кантри               | 2:40         |
| 15.                 | «Rangdol»                    | Electronic Arts            | кантри               | 2:42         |
| 16.                 | «Mr High And Mighty»         | Gov’t Mule                 | джем бэнд            | 5:36         |
| 17.                 | «Blue Jeans Pizza»           | Moe                        | джем бэнд            | 5:15         |
| 18.                 | «Band N»                     | The Breadbox               | джем бэнд            | 4:35         |
| 19.                 | «The Next One»               | The Chris McCarty Band     | джем бэнд            | 3:04         |
| 20.                 | «Close Your Eyes»            | The String Cheese Incident | джем бэнд            | 4:48         |
| 21.                 | «A Plangent Sough»           | Maxis                      | нью эйдж             | 5:03         |
| 22.                 | «Cascade Bubbler»            | Maxis                      | нью эйдж             | 4:46         |
| 23.                 | «Celestial Bungalow»         | Maxis                      | нью эйдж             | 6:28         |
| 24.                 | «Frolicking Wind Dancer»     | Maxis                      | нью эйдж             | 5:45         |
| 25.                 | «If You Really See Eurydice» | Maxis                      | нью эйдж             | 3:39         |
| 26.                 | «Tender Portions»            | Maxis                      | нью эйдж             | 5:46         |
| Общая длительность: | Общая длительность:          | Общая длительность:        | Общая длительность:  | 100:00       |

## Отзывы
| Сводный рейтинг    | Сводный рейтинг |
| Агрегатор          | Оценка          |
| ------------------ | --------------- |
| GameRankings       | 76,86 %         |
| Metacritic         | 78 %            |
| Иноязычные издания |                 |
| Издание            | Оценка          |
| 1UP.com            | B+              |
| Eurogamer          | 7/10            |
| GameSpot           | 8/10            |
| GamesRadar+        | [ 31 ]          |
| GameZone           | 8/10            |
| IGN                | 8,9/10          |
| WorthPlaying       | 8,7/10          |
| AceGamez           | 8/10            |
| Armchair Empire    | 8,5/10          |
| DarkZero           | 7,4/10          |
| Game Chronicles    | 8,9/10          |
| Gaming Age         | B+              |
| Strategy Informer  | 9,0/10          |
| NZ Gamer           | 8,5/10          |

«Времена года» получили преимущественно положительные отзывы от разных игровых рецензентов. Агрегатор GameRankings оценил игру в 76,86 %, Metacritic дал игре 78 %.
Критики в основном похвалили игру за визуальные эффекты и значительное расширение базового геймплея; например представитель сайта GameZone отметил, что дополнение приносит в игру новую и приятную атмосферу. Геймплей ощущается более живым, а короткая жизнь симов теперь выглядит гораздо разнообразнее. Хэбиб из сайта IGN назвал «The Sims 2: Времена года» грандиозным дополнением, компенсирующим недостатки предыдущих расширений, например «Питомцев», добавляющих множество расширений узкой тематики, но слабо расширяющих базовый геймплей игры. «Данное дополнение — это прежде всего расширение базового геймплея, поэтому для того, чтобы изучить все нововведения, игроку придётся потратить много часов в игре». Томас Макдермотт из сайта Darkzero отметил, что несмотря на опасения, что «дополнение представляет собой лишь графический гарнир, оно добавляет множество способов играть персонажами в разных погодных условиях». Рецензент похвалил игру за грамотное совмещение погоды с предыдущими дополнениями, добавление нового городка с готовыми семьями. Дэн Уайтхед из сайта Eurogamer отметил, что сначала скептически относился к ожидаемому дополнению, так как по его мнению смена времён года, кроме визуальных изменений не могла расширить базовый геймплей игры. Критик похвалил дополнение за то, что оно привносит разные виды деятельности, доступные с определённой погодой, отдельно Дэн оценил и усовершенствование базовых потребностей персонажей, которые «не потребуют от игрока каждые 10 минут бегать в дом на перекус, туалет или душ и позволят спокойно насладится уличным отдыхом».
Одновременно рецензентами была замечена необычность содержания самого дополнения и отсутствия в нём элементом экшена; например Эндрю Парк из сайта Gamespot отметил, что если предыдущие дополнения добавляли в игру новый драйв и испытания то «The Sims 2: Времена года» — это первое дополнение, приносящее наоборот расслабляющую атмосферу в The Sims 2. Для игроков, которые не любят утруждать себя такими сложными заданиями, как уход за животным или развитие частного дела, данное дополнение подойдёт лучше всего. Похожего мнения придерживается и Хэбиб из IGN, отметив, что хотя дополнению не хватает экшена, оно прежде всего расширяет базовую игру. Если в предыдущих дополнениях, игрок пробовал и изучал новые возможности, пока от них не надоедал, что «Сезоны» сразу же становятся частью повседневной жизни симов и после её опробования, базовая The Sims 2 уже будет казаться неполноценной. Томас Макдермотт также заметил, что если предыдущие дополнения углублялись в определённые темы, то «Времена года» — это совокупность многих незначительных расширений, гармонично вписывающихся и улучшающих базовую игру. Похожего мнения придерживается и Дэн Уайтхед сайта Eurogamer, отметив, что хотя «Времена года» не предоставляет игроку новые пространства для исследования, оно расширяет базовые возможности персонажей и придаёт игре новый тон.
Другим главным достоинством по мнению некоторых критиков стали новые визуальные эффекты, добавленные вместе с погодой и придающие игре более завершённый вид. Например представитель Eurogamer назвал визуальные эффекты прекрасными, «они делают мир The Sims более органичным, к которому быстро привыкаешь, помимо этого глаз радует множество улучшений базового геймплея». Дэн Уайтхед также похвалил визуальную составляющую дополнения, отметив, что сразу видно, что разработчики очень много усилий потратили, чтобы снег выгладил естественно, а не просто, как белая текстура. Однако такая псевдопластичность обходился дорого оперативной памяти компьютера и по мнению критика абсолютно не соответствует предоставленным разработчиками минимальным системным требованиям. Хэбиб отдельно отметил, что игроку доставит несомненное удовольствие наблюдать из-за окна в доме например метель или дождь. Однако часть рецензентов хоть и признаёт улучшенные визуальные эффекты, но не считают их инновационными и решающими проблемы визуального недостатка базовой The Sims 2.
Рецензенты оценили введение в игре новых увлечений, в частности садоводства; например представитель Gamezone похвалил дополнение за введение садоводства и рыбалки, а также системы наград, позволяющих поддерживать долгосрочный интерес игрока к данным занятиям. Хэбиб из IGN считает садоводство фактически игрой в игре. Томас Макдермотт из сайта Darkzero отметил, что необходимость постоянно ухаживать за садом и наблюдать результаты, быстро затянет игрока не несколько часов. Эндрю Парк из Gamespot отметил, что рыбалка и сельское хозяйство похожа на Animal Crossing и Harvest Moon, а также на дополнения к первой части франшизы The Sims — Makin' Magic и Vacation. Эндрю назвал их наличие одним из лучших нововведений в игре.
Несмотря на вышесказанное, некоторые критики упрекнули дополнение за наличие глюков; например Дэну Уайтхеду из Eurogamer сильно мешали постоянно застревающие в углах персонажи. Часть критиков указали на несовместимость «Времён года» с предыдущими дополнениями, например животные могут застревать текстурах до изнеможения, также у игры возникали проблемы с распознаванием пользовательского контента. Или при посещении центра города из «Ночной жизни», NPC, одетые в клубную, «лёгкую» одежду по среди зимы выглядят также крайне странно.